# Christine Muzio
Christine Muzio, née le 10 mai 1951 à Creil et morte le 29 novembre 2018 à Sèvres, est une escrimeuse française. Membre de l'équipe de France de fleuret, elle est médaillée lors des Jeux olympiques.

## Palmarès

### Jeux olympiques
- Médaille d'or en fleuret par équipe aux Jeux olympiques d'été de 1980 aux côtés de Véronique Brouquier, Pascale Trinquet, Brigitte Gaudin et Isabelle Boéri.
- Médaille d'argent en fleuret par équipe aux Jeux olympiques d'été de 1976 aux côtés de Brigitte Latrille-Gaudin, Brigitte Gapais-Dumont, Véronique Trinquet et Claudie Josland.